# Canton du Collet-de-Dèze
Le canton du Collet-de-Dèze est une circonscription électorale française du département de la Lozère.

## Histoire
Un nouveau découpage territorial de la Lozère (département) entre en vigueur à l'occasion des élections départementales de 2015. Il est défini par le décret du 25 février 2014, en application des lois du 17 mai 2013 (loi organique 2013-402 et loi 2013-403). Les conseillers départementaux sont, à compter de ces élections, élus au scrutin majoritaire binominal mixte. Les électeurs de chaque canton élisent au Conseil départemental, nouvelle appellation du Conseil général, deux membres de sexe différent, qui se présentent en binôme de candidats. Les conseillers départementaux sont élus pour 6 ans au scrutin binominal majoritaire à deux tours, l'accès au second tour nécessitant 12,5 % des inscrits au 1er tour. En outre la totalité des conseillers départementaux est renouvelée. Ce nouveau mode de scrutin nécessite un redécoupage des cantons dont le nombre est divisé par deux avec arrondi à l'unité impaire supérieure si ce nombre n'est pas entier impair, assorti de conditions de seuils minimaux. Dans la Lozère, le nombre de cantons passe ainsi de 25 à 13.
Le canton du Collet-de-Dèze est formé de communes des anciens cantons de Barre-des-Cévennes (8 communes), de Saint-Germain-de-Calberte (11 communes), de Meyrueis (1 commune), de Florac (3 communes) et du Pont-de-Montvert (2 communes). Il est entièrement inclus dans l'arrondissement de Florac. Le bureau centralisateur est situé au Collet-de-Dèze.
À la suite de la fusion, au 1er janvier 2016, des communes de Saint-Frézal-de-Ventalon et de Saint-Andéol-de-Clerguemort pour former la commune nouvelle de Ventalon en Cévennes, d'une part, et, d'autre part, des communes de Saint-Julien-d'Arpaon et Saint-Laurent-de-Trèves pour former la commune nouvelle de Cans et Cévennes, le canton compte désormais vingt-trois communes. Ces modifications sont entérinées par le décret du 5 mars 2020.

## Représentation

### Liste des conseillers départementaux
| Période élective | Période élective | Mandat | Mandat   | Identité      | Nuance | Nuance | Qualité |
| ---------------- | ---------------- | ------ | -------- | ------------- | ------ | ------ | --- |
| 2015             | 2021             | 2015   | 2021     | Robert Aigoin |        | PCF    | Agriculteur biologique à Saint-Julien-des-Points Conseiller général du canton de Saint-Germain-de-Calberte (1992-2015) Maire de Saint-Julien-des-Points (2001-2008)                     |
| 2015             | 2021             | 2015   | 2021     | Michèle Manoa |        | EELV   | Enseignante retraitée Conseillère générale du canton de Barre-des-Cévennes (2008-2015) Maire de Sainte-Croix-Vallée-Française (2003-2014) 6ème Vice-Présidente du Conseil départemental |
| 2021             | 2028             | 2021   | en cours | Robert Aigoin |        | PCF    | Conseiller sortant, 3ème Vice-Président du conseil départemental |
| 2021             | 2028             | 2021   | en cours | Michèle Manoa |        | EELV   | Conseillère sortante |

### Résultats détaillés

#### Élections de mars 2015
Lors des élections départementales de 2015, le binôme composé de Robert Aigoin et Michèle Manoa (FG) est élu au premier tour avec 72,69% des suffrages exprimés, devant le binôme composé de Ardoine Clauzel et Marcel Poudevigne (DVD) (27,31%). Le taux de participation est de 61,53 % (2 882 votants sur 4 684 inscrits) contre 66,11 % au niveau départemental et 50,17 % au niveau national.

#### Élections de juin 2021
Le premier tour des élections départementales de 2021 est marqué par un très faible taux de participation (33,26 % au niveau national). Dans le canton du Collet-de-Dèze, ce taux de participation est de 44,5 % (2 083 votants sur 4 681 inscrits) contre 48,91 % au niveau départemental. À l'issue de ce premier tour,  le binôme constitué de Robert Aigoin et Michèle Manoa (DVG , 100 %), est élu avec 100 % des suffrages exprimés.

## Composition
Lors de sa création, le canton du Collet-de-Dèze comprenait vingt-cinq communes entières.
À la suite de la création, au 1er janvier 2016, des communes nouvelles de Cans et Cévennes et Ventalon en Cévennes, le canton est désormais composé de 23 communes entières.
| Nom                                       | Code Insee | Intercommunalité               | Superficie (km2) | Population (dernière pop. légale) | Densité (hab./km2) | Modifier                                    |
| ----------------------------------------- | ---------- | ------------------------------ | ---------------- | --------------------------------- | ------------------ | ------------------------------------------- |
| Le Collet-de-Dèze (bureau centralisateur) | 48051      | CC Des Cévennes au Mont Lozère | 26,47            | 678 (2022)                        | 26                 | modifier les données · modifier les données |
| Barre-des-Cévennes                        | 48019      | CC Gorges Causses Cévennes     | 34,29            | 200 (2022)                        | 5,8                | modifier les données · modifier les données |
| Bassurels                                 | 48020      | CC Des Cévennes au Mont Lozère | 46,34            | 63 (2022)                         | 1,4                | modifier les données · modifier les données |
| Cans et Cévennes                          | 48166      | CC Gorges Causses Cévennes     | 43,81            | 288 (2022)                        | 6,6                | modifier les données · modifier les données |
| Cassagnas                                 | 48036      | CC Gorges Causses Cévennes     | 35,19            | 125 (2022)                        | 3,6                | modifier les données · modifier les données |
| Fraissinet-de-Fourques                    | 48065      | CC Gorges Causses Cévennes     | 24,30            | 82 (2022)                         | 3,4                | modifier les données · modifier les données |
| Gabriac                                   | 48067      | CC Des Cévennes au Mont Lozère | 8,44             | 102 (2022)                        | 12                 | modifier les données · modifier les données |
| Moissac-Vallée-Française                  | 48097      | CC Des Cévennes au Mont Lozère | 27,05            | 217 (2022)                        | 8,0                | modifier les données · modifier les données |
| Molezon                                   | 48098      | CC Des Cévennes au Mont Lozère | 14,76            | 97 (2022)                         | 6,6                | modifier les données · modifier les données |
| Le Pompidou                               | 48115      | CC Des Cévennes au Mont Lozère | 22,80            | 182 (2022)                        | 8,0                | modifier les données · modifier les données |
| Rousses                                   | 48130      | CC Gorges Causses Cévennes     | 22,38            | 119 (2022)                        | 5,3                | modifier les données · modifier les données |
| Saint-André-de-Lancize                    | 48136      | CC Des Cévennes au Mont Lozère | 22,78            | 163 (2022)                        | 7,2                | modifier les données · modifier les données |
| Saint-Étienne-Vallée-Française            | 48148      | CC Des Cévennes au Mont Lozère | 50,99            | 494 (2022)                        | 9,7                | modifier les données · modifier les données |
| Saint-Germain-de-Calberte                 | 48155      | CC Des Cévennes au Mont Lozère | 38,60            | 477 (2022)                        | 12                 | modifier les données · modifier les données |
| Saint-Hilaire-de-Lavit                    | 48158      | CC Des Cévennes au Mont Lozère | 10,31            | 101 (2022)                        | 9,8                | modifier les données · modifier les données |
| Saint-Julien-des-Points                   | 48163      | CC Des Cévennes au Mont Lozère | 3,83             | 119 (2022)                        | 31                 | modifier les données · modifier les données |
| Saint-Martin-de-Boubaux                   | 48170      | CC Des Cévennes au Mont Lozère | 31,41            | 194 (2022)                        | 6,2                | modifier les données · modifier les données |
| Saint-Martin-de-Lansuscle                 | 48171      | CC Des Cévennes au Mont Lozère | 18,05            | 192 (2022)                        | 11                 | modifier les données · modifier les données |
| Saint-Michel-de-Dèze                      | 48173      | CC Des Cévennes au Mont Lozère | 14,19            | 227 (2022)                        | 16                 | modifier les données · modifier les données |
| Saint-Privat-de-Vallongue                 | 48178      | CC Des Cévennes au Mont Lozère | 23,87            | 248 (2022)                        | 10                 | modifier les données · modifier les données |
| Sainte-Croix-Vallée-Française             | 48144      | CC Des Cévennes au Mont Lozère | 18,57            | 305 (2022)                        | 16                 | modifier les données · modifier les données |
| Vebron                                    | 48193      | CC Gorges Causses Cévennes     | 69,66            | 225 (2022)                        | 3,2                | modifier les données · modifier les données |
| Ventalon en Cévennes                      | 48152      | CC Des Cévennes au Mont Lozère | 23,75            | 258 (2022)                        | 11                 | modifier les données · modifier les données |
| Canton du Collet-de-Dèze                  | 4804       |                                | 631,84           | 5 156 (2022)                      | 8,2                | modifier les données                        |

## Démographie
En 2022, le canton comptait 5 156 habitants, en évolution de +2,06 % par rapport à 2016 (Lozère : +0,11 %, France hors Mayotte : +2,11 %).
| 2013  | 2018  | 2022  |
| ----- | ----- | ----- |
| 5 093 | 5 068 | 5 156 |